# Ла-Салзаделья
Ла-Салзаделья, Сальсаделья (валенс. La Salzadella (офіційна назва), ісп. Salsadella) — муніципалітет в Іспанії, у складі автономної спільноти Валенсія, у провінції Кастельйон. Населення — 850 осіб (2010).

## Географія
Муніципалітет розташований на відстані близько 330 км на схід від Мадрида, 50 км на північ від міста Кастельйон-де-ла-Плана.
На території муніципалітету розташовані такі населені пункти: (дані про населення за 2010 рік)
- Масія-д'Енгуаск: 0 осіб
- Масія-де-ла-Техерія: 0 осіб
- Масія-дель-Андалус-де-Абахо: 1 особа
- Масія-дель-Андалус-де-Арріба: 3 особи
- Ла-Сальсаделья: 843 особи
- Масія-ла-Солана: 3 особи

## Демографія
Динаміка населення (INE ):

## Галерея зображень

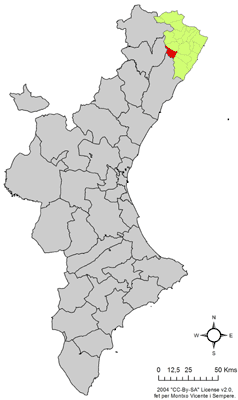
Розташування муніципалітету Ла-Салзаделья у автономній спільноті Валенсія
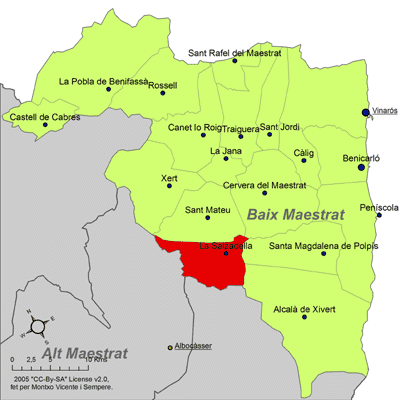
Розташування муніципалітету Ла-Салзаделья у комарці Бахо-Маестрасго
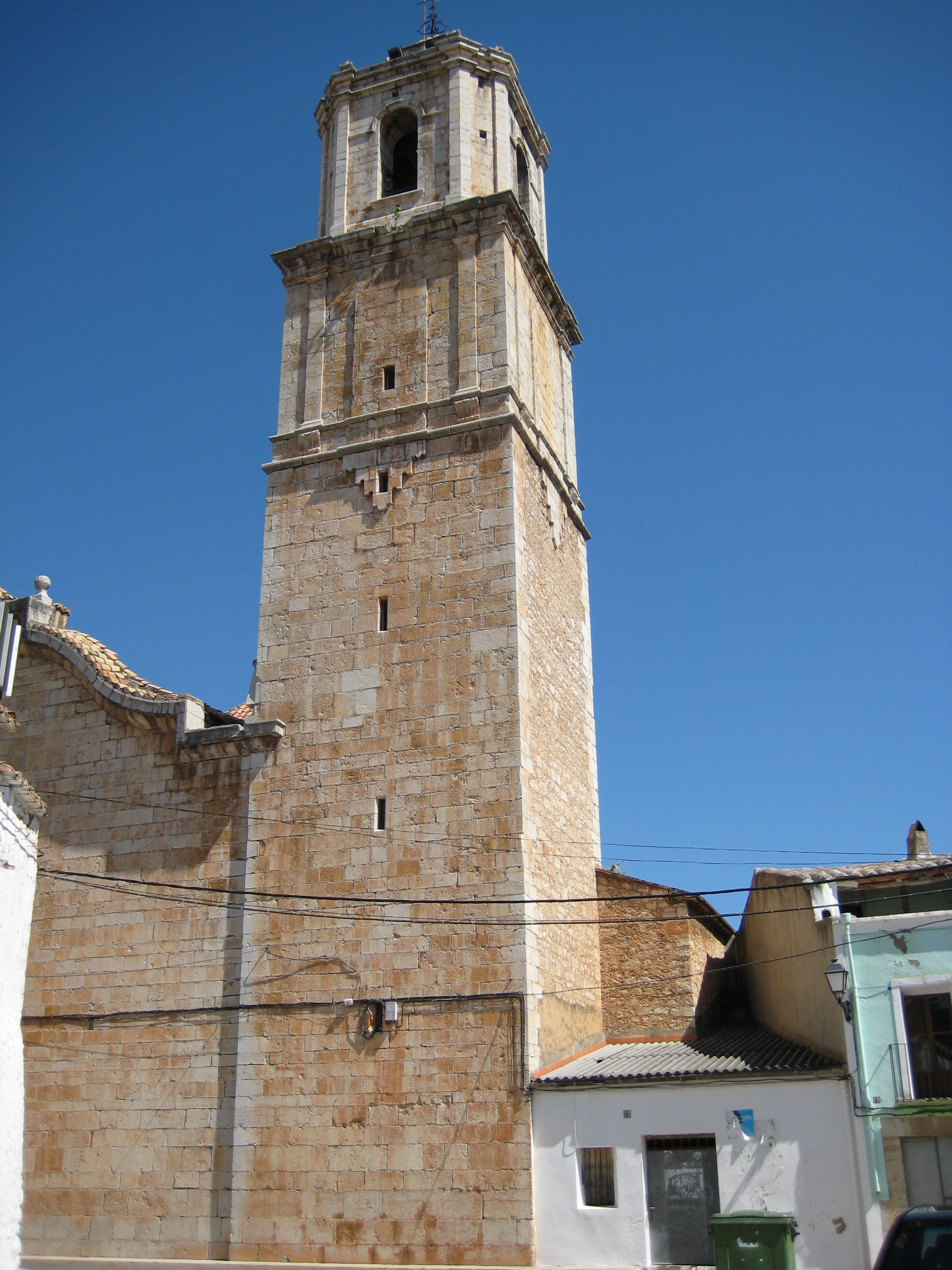
Дзвіниця церкви Ла-Асунсьйон